# Thursday's Children
Pour les articles homonymes, voir Thursday's Child (homonymie).

Thursday's Children est un court métrage documentaire britannique de Guy Brenton et Lindsay Anderson sorti en 1954.

## Synopsis
Tourné dans l'école pour enfants sourds de Margate dans le Kent en Angleterre, le film s'intéresse aux visages et aux gestes de petits garçons et petites filles. L'école apprend la lecture sur les lèvres plutôt que la langue des signes, et le film note que seulement un enfant sur trois finit par acquérir un véritable langage parlé.

## Fiche technique
- Titre original : Thursday's Children
- Réalisation : Guy Brenton et Lindsay Anderson
- Photographie : Walter Lassally
- Musique : Geoffrey Wright
- Sociétés de production :  World Wide Pictures, Morse Films
- Société de distribution :  British Information Service
- Pays de production:  Royaume-Uni
- Langue : anglais
- Format :  noir et blanc - 35 mm - 1,37:1 - son mono
- Genre : documentaire
- Durée : 21 minutes
- Dates de sortie :
  - Royaume-Uni : mai 1954

## Distribution
- Richard Burton : narrateur

## Accueil
Le film n'a pas pu être distribué avant d'obtenir l'Oscar du meilleur court métrage documentaire en 1955. Il a été préservé par l'Académie des Oscars en 2005.

## Distinctions

### Récompenses
- Oscars 1955 : Meilleur court métrage documentaire

### Nominations
- BAFA 1955 : Meilleur film documentaire